# 李鹤彪
李鹤彪（1976年7月25日—），本名李国勇，艺名鹤彪。中华人民共和国山东省德州市人，相声演员。曾就职厨师，2009年6月13日拜郭德纲为师。2010年因卷入郭德纲徒弟打人事件而被行政拘留7天。